# Vlaamse verkiezingen 2009/Kandidatenlijsten/CD&V
Dit zijn de kandidatenlijsten van CD&V voor de Vlaamse verkiezingen van 2009. De verkozenen staan vetgedrukt.

## Antwerpen

### Effectieven
1. Kris Peeters
2. Kathleen Helsen
3. Ludwig Caluwé
4. Tinne Rombouts
5. Dirk de Kort
6. Ward Kennes
7. Ann Vylders
8. Chris De Veuster
9. Griet Smaers
10. Koen Scholiers
11. Rachida Setti
12. Jolijn Janssens
13. Klaas Rubens
14. Luc Op de Beeck
15. Jeroen Truyens
16. Filip Segers
17. Wim Van Den Bruel
18. Davina De Herdt
19. Luc Aerts
20. Jamila Hamddan Lachkar
21. Lieve Cornelis
22. Annick Sevenans
23. Jan Pszeniczko
24. Luc Vanlaerhoven
25. Chris Vervoort
26. Marc Sannen
27. Jos Peeters
28. Ann Baele
29. Wendy Somers
30. Simone Van Brussel-Ketels
31. Annelies Laureyssens
32. Walter Horemans
33. Katrien Schryvers

### Opvolgers
1. Koen Van Den Heuvel
2. Caroline Bastiaens
3. Karel Van Butsel
4. Raf Waumans
5. Bart Craane
6. Rina Van De Weyer
7. Tom Cleiren
8. Alex Van Geel
9. Wim Jordens
10. Lea Van Looveren
11. Gerda Frans
12. Veerle Deparcq
13. Sandra Suykerbuyk
14. Ludo Adriaenssen
15. Sonja Janssens
16. Inge Vervotte

## Brussels Hoofdstedelijk Gewest

### Effectieven
1. Brigitte Grouwels
2. Steven Vanackere
3. Marilyn Neven
4. Frederik Van Gucht
5. Piet Coenen
6. Agnès Vanden Bremt

### Opvolgers
1. Paul Delva
2. Bianca Debaets
3. Frank Van Bockstal
4. Lieve Lippens
5. Carine Cackebeke
6. Hugo Weckx

## Limburg

### Effectieven
1. Jo Vandeurzen
2. Veerle Heeren
3. Johan Sauwens
4. Sonja Claes
5. Vera Jans
6. Christa Jouck
7. Mark Vos
8. Anne Wouters-Cuypers
9. Nancy Bleys
10. Joris Billen
11. Frank Smeets
12. Stijn Van Baelen
13. Davy Maesen
14. Marc Vandeput
15. An Christiaens
16. Erika Thijs

### Opvolgers
1. Lode Ceyssens
2. Vera Jans
3. Jo Brouns
4. Ali Caglar
5. Tom Thijsen
6. Michel Piette
7. Ilse Wevers
8. Chantal Bulens-Lucas
9. Caroline Goddeeris
10. Nele Gutschoven
11. Heidi Wuestenbergs
12. Jos Leroi
13. Liesbeth Van Der Auwera
14. Hilâl Yalcin
15. Raf Terwingen
16. Gerald Kindermans

## Oost-Vlaanderen

### Effectieven
1. Joke Schauvliege
2. Jos De Meyer
3. Cindy Franssen
4. Veli Yüksel
5. Robrecht Bothuyne
6. Hans Knop
7. Phaedra Van Keymolen
8. Henk Heyerick
9. Iwein De Koninck
10. Lieselot Bleyenberg
11. Lieve De Gelder
12. Caroline Fredrick
13. Arthur Cambier
14. Dirk De Ketelaere
15. Claudine Van De Veire
16. Pierre Claeys
17. Brigitte Van Overmeire-Vanhoutte
18. Thomas Van Ongeval
19. Bart Van Thuyne
20. Alex De Smet
21. Lieve Stockman
22. Lien Verwaeren
23. Luc Van Herreweghe
24. Odette Van Hamme
25. Kathleen Hutsebaut
26. Annick Willems
27. Marc Van De Vijver

### Opvolgers
1. Valerie Taeldeman
2. Filip Thienpont
3. Steven Baeyens
4. Jan De Nul
5. Ali Ozen
6. Christine D'Haeyer
7. Bea Roos
8. Ingeborg Temmerman
9. Ronny Herremans
10. Lien Vercruysse
11. Janna-Kavita Wieme
12. Joris Rombaut
13. Martine De Meyer
14. Jenne De Potter
15. Monica Van Kerrebroeck
16. Pieter De Crem

## Vlaams-Brabant

### Effectieven
1. Tom Dehaene
2. Karin Brouwers
3. Eric Van Rompuy
4. Jan Laurys
5. Elke Zelderloo
6. Kris Colsoul
7. Christine Hemerijckx
8. Anne Sobrie
9. Annita Vandebroeck
10. Marijke Gielen-Vanhoudt
11. Steven Omblets
12. Britt Schouppe
13. Jan Trappeniers
14. Anne Cleiren
15. Geert De Feyter
16. Bart Clerckx
17. Heidi Elpers
18. Jozef De Borger
19. Nicole Vanacker-Stas
20. Dirk Pieters

### Opvolgers
1. Els Van Hoof
2. Peter Van Rompuy
3. Tom De Saegher
4. Trui Olbrechts
5. Katrien Vermijlen
6. Paul Duerinckx
7. Machteld Verstappen
8. Wim Laureys
9. Peter Van Den Dries
10. Julia De Coster
11. Roel Buldemont
12. Sonja Becq
13. Ingrid Claes
14. Katrien Partyka
15. Michel Doomst
16. Carl Devlies

## West-Vlaanderen

### Effectieven
1. Hilde Crevits
2. Carl Decaluwe
3. Jan Verfaillie
4. Martine Fournier
5. Johan Verstreken
6. Griet Coppé
7. Hedwig Kerckhove
8. Els Roelof
9. Luc Vande Caveye
10. Mathieu Desmet
11. Sofie Decavele
12. Mieke Bailleul-Vanrobaeys
13. Christof Dejaegher
14. Ingrid Steel-Vandamme
15. Nancy Van Maele-Ottevaere
16. Els Filliaert-Vanlandschoot
17. Dorine Geersens
18. Bart Halewyck
19. Gerda Mylle
20. Bert De Brabandere
21. Kurt Vanryckeghem
22. Yves Leterme

### Opvolgers
1. Jan Durnez
2. Sabine Poleyn
3. Els Kindt
4. Davine Dujardin
5. Kristof Vermeire
6. Inge Bisschop
7. Dominique Dehaene
8. Sigrid Verhaeghe
9. Francis Benoit
10. Sabine Vanhove-Van Der Maelen
11. Bart Plasschaert
12. Ilse Coghe
13. Filiep De Vos
14. Ingrid Van Der Meulen-Vandepitte
15. Dirk De Fauw
16. Stefaan De Clerck